# Cozumel
Cozumel er en ø ved Yucatán-halvøens kyst i Mexico. Den er en ud af otte kommuner i delstaten Quintana Roo. Cozumel er et populært turistrejsemål, eksempelvis blandt scuba-dykkere.
Øen er omkring 48 km lang fra nord til syd og 16 km bred, og er den største ø i Mexico. Den ligger cirka 20 km fra fastlandet og cirka 60 km syd for Cancún. Næsten hele Cozumels befolkning bor i byen San Miguel (med et anslået indbyggertal på 90.000 i 2003), som ligger på vestkysten. Resten af øen er lavland, flad og der er en tæt bevoksning.
Man mener at mayaerne først bosatte sig på Cozumel i begyndelsen af det 1. årtusinde, og man har også fundet ældre præ-klassiske olmeker-genstande på øen. Øen var helliget Ix Chel, mayaernes måne-gudinde, og templerne var pilgrimssteder, særligt besøgt af kvinder der ønskede frugtbarhed. Der er flere ruiner på øen, de flest fra den post-klassiske periode. De største mayaruiner på øen blev ødelagt af bulldozere under 2. verdenskrig for at gøre plads til en landingsbane til flyvemaskiner. Den første spanier på øen var Juan de Grijalva i 1518, og i det følgende år ankom Hernán Cortés med en flåde og ødelagde mange mayatempler. På det tidspunkt boede omkring 40.000 mayaer på øen, men kopper dræbte mange af dem og i 1570 var der kun 30 tilbage. I de efterfølgende år var Cozumel næsten forladt og blev ind i mellem anvendt af pirater som skjulested. I 1848 medførte Kastekrigen, at øen igen blev befolket, med flytninge fra krigen.
I 1960'erne opdagede Jacques Cousteau omfanget og skønheden ved koralrevene der omgiver Cozumel og gjorde dem kendt som et af de bedste steder for dykkere i verden.
I slutningen af 1970'erne blev en kraftigt udvidet lufthavn anlagt, som kunne modtage jetfly og internationale fly. Dette medførte meget mere turisme på Cozumel.
Dykning er stadig Cozumels primære attraktion, men i 1990'erne opførte man en dybhavsmole (med nogen skade på revene), så krydstogtskibe let kunne anløbe der, og den er nu blevet hyppigt rejsemål for krydstogter i Caribien.

## Ekstern henvisning
- Wikimedia Commons har flere filer relateret til Cozumel
- Isla Cozumels officielle websted Arkiveret 27. marts 2004 hos  Wayback Machine

20°25′N 86°55′V / 20.42°N 86.92°V